# Europejskie Igrzyska Halowe w Lekkoatletyce 1968 – bieg na 50 m przez płotki mężczyzn
Bieg na 50 metrów przez płotki mężczyzn – jedna z konkurencji biegowych rozgrywanych podczas lekkoatletycznych europejskich igrzysk halowych w hali Palacio de Deportes w Madrycie. Eliminacje, półfinały i bieg finałowy zostały rozegrane 10 marca 1968. Zwyciężył reprezentant Włoch Eddy Ottoz, który obronił tytuł z poprzednich igrzysk.

## Rezultaty

### Eliminacje
Rozegrano 3 biegi eliminacyjne, do których przystąpiło 15 biegaczy. Awans do półfinału dawało zajęcie jednego z pierwszych czterech miejsc w swoim biegu (Q).
Opracowano na podstawie materiału źródłowego.
Bieg 1
| Miejsce | Zawodnik        | Czas | Uwagi |
| ------- | --------------- | ---- | ----- |
| 1       | Hinrich John    | 6,74 | Q     |
| 2       | Wiktor Balichin | 6,84 | Q     |
| 3       | Sergio Liani    | 6,94 | Q     |
| 4       | Patrick Malrieu | 6,96 | Q     |
| 5       | Werner Kuhn     | 6,99 |       |

Bieg 2
| Miejsce | Zawodnik        | Czas | Uwagi |
| ------- | --------------- | ---- | ----- |
| 1       | Alan Pascoe     | 6,74 | Q     |
| 2       | Milan Kotík     | 6,76 | Q     |
| 3       | Kjellfred Weum  | 6,82 | Q     |
| 4       | Pierre Schoebel | 6,92 | Q     |
| 5       | Rafael Cano     | 7,02 |       |

Bieg 3
| Miejsce | Zawodnik            | Czas | Uwagi |
| ------- | ------------------- | ---- | ----- |
| 1       | Eddy Ottoz          | 6,64 | Q     |
| 2       | Adam Kołodziejczyk  | 6,82 | Q     |
| 3       | Walentin Czistiakow | 6,89 | Q     |
| 4       | Günther Nickel      | 6,89 | Q     |
| 5       | Dan Hidiosanu       | 6,95 |       |

### Półfinały
Rozegrano 2 biegi półfinałowe, w których wystartowało 12 biegaczy. Awans do finału dawało zajęcie jednego z trzech pierwszych miejsc w swoim biegu (Q).
Opracowano na podstawie materiału źródłowego.
Bieg 1
| Miejsce | Zawodnik            | Czas | Uwagi |
| ------- | ------------------- | ---- | ----- |
| 1       | Günther Nickel      | 6,73 | Q     |
| 2       | Adam Kołodziejczyk  | 6,73 | Q     |
| 3       | Walentin Czistiakow | 6,76 | Q     |
| 4       | Alan Pascoe         | 6,78 |       |
| 5       | Patrick Malrieu     | 6,84 |       |
| 6       | Sergio Liani        | 6,86 |       |

Bieg 2
| Miejsce | Zawodnik        | Czas | Uwagi |
| ------- | --------------- | ---- | ----- |
| 1       | Eddy Ottoz      | 6,62 | Q     |
| 2       | Milan Kotík     | 6,72 | Q     |
| 3       | Wiktor Balichin | 6,76 | Q     |
| 4       | Hinrich John    | 6,79 |       |
| 5       | Kjellfred Weum  | 6,80 |       |
| –       | Pierre Schoebel | DNF  |       |

### Finał
Opracowano na podstawie materiału źródłowego.
| Miejsce | Zawodnik            | Czas | Uwagi |
| ------- | ------------------- | ---- | ----- |
| 1       | Eddy Ottoz          | 6,52 | WR    |
| 2       | Günther Nickel      | 6,68 |       |
| 3       | Milan Kotík         | 6,73 |       |
| 4       | Adam Kołodziejczyk  | 6,78 |       |
| 5       | Wiktor Balichin     | 6,79 |       |
| 6       | Walentin Czistiakow | 6,95 |       |